# Youth on Parole
Youth on Parole là một bộ phim truyền hình Mỹ năm 1937 do Phil Rosen đạo diễn và có sự tham gia của Marian Marsh và Gordon Oliver.

## Tóm tắt cốt truyện
"Bobbie" Blake, (Marsh Marsh) và Phillip Henderson, (Gordon Oliver), là những người hoàn toàn xa lạ, nhìn vào cửa sổ cửa hàng trang sức, khi một chiếc mũ trùm đầu được gọi là "The Sparkler", (Miles Mander), đặt chúng lên để lấy rap, nhét một số chiến lợi phẩm vào túi của họ, khi nhóm bạn trốn thoát.
Không ai tin rằng họ vô tội, thậm chí không phải là người bảo vệ công chúng. Khi họ phục vụ thời gian của họ trong "nhà tù", không ai sẽ cho họ nghỉ ngơi, với hồ sơ nhà tù của họ, thậm chí không phải là gia đình của họ; và, họ không thể giữ một công việc.
Chủ nhà của họ, bà Abernathy, (Margaret Dumont), thích họ, và khuyến khích họ kết hôn.
Bất chấp nguy hiểm, Phil thuyết phục Bobbi rằng cơ hội duy nhất của họ là được xem "The Sparkler" và thậm chí là tỷ số.

## Diễn viên
- Mary Marsh trong vai 'Bobbie' Blake
- Gordon Oliver trong vai Phillip Henderson
- Margaret Dumont trong vai bà Abernathy (bà chủ nhà)
- Peggy Shannon trong vai Peggy
- Miles Mander trong vai Sparkler (thủ lĩnh băng đảng)
- Sarah Padden trong vai bà Blair
- Wade Boteler trong vai ông Blair
- Mary Kornman trong vai Mae Blair
- Joe Caits trong vai Fingery (tên cướp)
- Milburn Stone như Ratty (tên cướp)
- Harry Tyler trong vai Daniel Hinkle (bạn cùng phòng)
- Ranny Tuần như Michael Martin
- Theodore von Eltz là Người bảo vệ Công cộng
- Ula Yêu như Maizie
- Paul Stanton làm thanh tra cảnh sát
- Fred Toones trong vai Redcap (chưa được công nhận)